# Mars 96
Mars 96 est une sonde spatiale russe dont la mission était d'étudier la planète Mars et qui a été lancée en 1996 et a été victime d'une défaillance de son lanceur. Cette mission très ambitieuse, avec une sonde spatiale de plus de six tonnes, soit le plus gros engin jamais lancé vers Mars, embarquait plus de 500 kg de matériel scientifique. Elle devait mener une quarantaine d'expériences, préparées par une vingtaine de pays dont onze européennes et deux américaines. Une partie de la mission devait se dérouler en orbite, l'autre au sol avec deux petites stations automatiques et deux pénétrateurs qui devaient s'enfoncer dans le sol martien. Mars 96 devait arriver dans la banlieue de la planète rouge le 12 septembre 1997, dix mois après son lancement.

## Contexte
Le projet Mars 96 a mis plus de dix ans pour être réalisé. En 1987, la France décide de participer au programme ambitieux d'exploration planétaire de l'URSS, qui avait aligné un certain nombre de succès avec le programme Venera. Initialement, il est prévu de lancer deux sondes vers Mars avec un ballon français et un rover russe. Ce projet est révisé en avril 1991, pour une sonde en Mars 94 dotée de deux pénétrateurs et une autre Mars 96 avec le ballon et le rover. La mission est retardée à cause des problèmes rencontrés par l'industrie spatiale russe avec l'éclatement de l'URSS : en avril 1994, la Russie annonce le décalage des lancements à 1996 et 1998. Enfin en juin 1995, la mission Mars 98 est annulée.
Les expériences scientifiques embarquées sont au nombre de 24 sur le module orbital, 6 pour les petites stations et 9 pour les pénétrateurs. Elles sont sous le responsabilité ou la participation d'une vingtaine de pays, dont 9 sous responsabilité française et 4 à participation française. L'importante participation française mobilisa deux cents personnes, et revint à 850 millions de francs, la part russe équivalant à près d'un milliard de francs.

## Déroulement de la mission
Les conditions de travail  à l'été 1996 sur le cosmodrome de Baïkonour, site de lancement, sont désastreuses.
La sonde est lancée le 16 novembre 1996 à 20 h 48 53 UTC, depuis Tyuratam (Baïkonour) par une fusée Proton. Sa masse une fois sur orbite à vide (sans carburant) est de 3 159 kg ; son poids total de 6 180 kg.
À cause d'un problème lors de la mise à feu du quatrième étage (le « bloc D ») de la fusée Proton, la sonde n'a pu quitter l'orbite terrestre et s'est désintégrée après trois révolutions orbitales dans les couches hautes de l'atmosphère. Le 17 novembre 1996, entre 0 h 45 et 01 h 30 (temps universel), la sonde s'est désintégrée dans une zone de 320 kilomètres sur 80 kilomètres, située entre l'océan Pacifique, le Chili et la Bolivie.
Une partie des expériences sera reprise sur la sonde européenne Mars Express.

## Caractéristiques techniques

### Orbiteur
L'orbiteur comportait un pont supérieur sur lequel était montés les panneaux solaires fixes et les deux stations de surface et un pont d'équipements comportant plusieurs antennes et plateformes. Les communications étaient prises en charge par une antenne parabolique grand gain fixe permettant des débits compris entre 64 et 128 kilobits par seconde. Une plateforme, orientable dans les trois dimensions baptisée Argus d'une masse de 115 kilogrammes supportait une suite instrumentale d'une masse totale de 84 kilogrammes. Celle-ci comprenait une caméra à haute résolution et grand angle fournie par l'Allemagne, un spectromètre fonctionnant en lumière visible et dans l'infrarouge fourni par la France et une caméra de navigation russe utilisé pour permettra un pointage précis. L'orbiteur emporte en outre plusieurs instruments destinés à étudier le plasma de l'atmosphère martienne, son ionosphère et sa magnétosphère. Parmi ceux-ci figurent le spectromètre à ion ASPERA et l'imageur à particules neutres qui avaient été installés à bord de la mission Phobos. Des spectromètres à rayons gamma devaient étudier les éruptions solaires et, en collaboration avec d'autres missions spatiales dont Ulysses, contribuer à localiser les sursauts gamma par triangulation.

### Les stations de surface

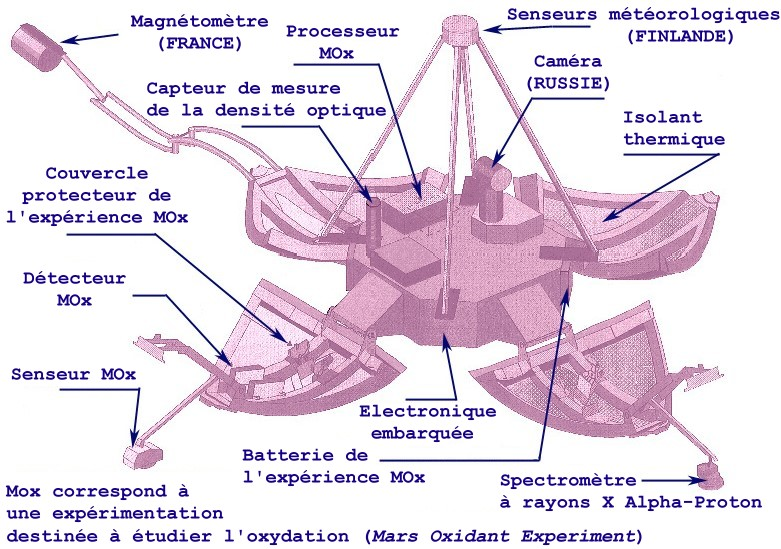
Schéma de l'atterrisseur avec position des principaux instruments.

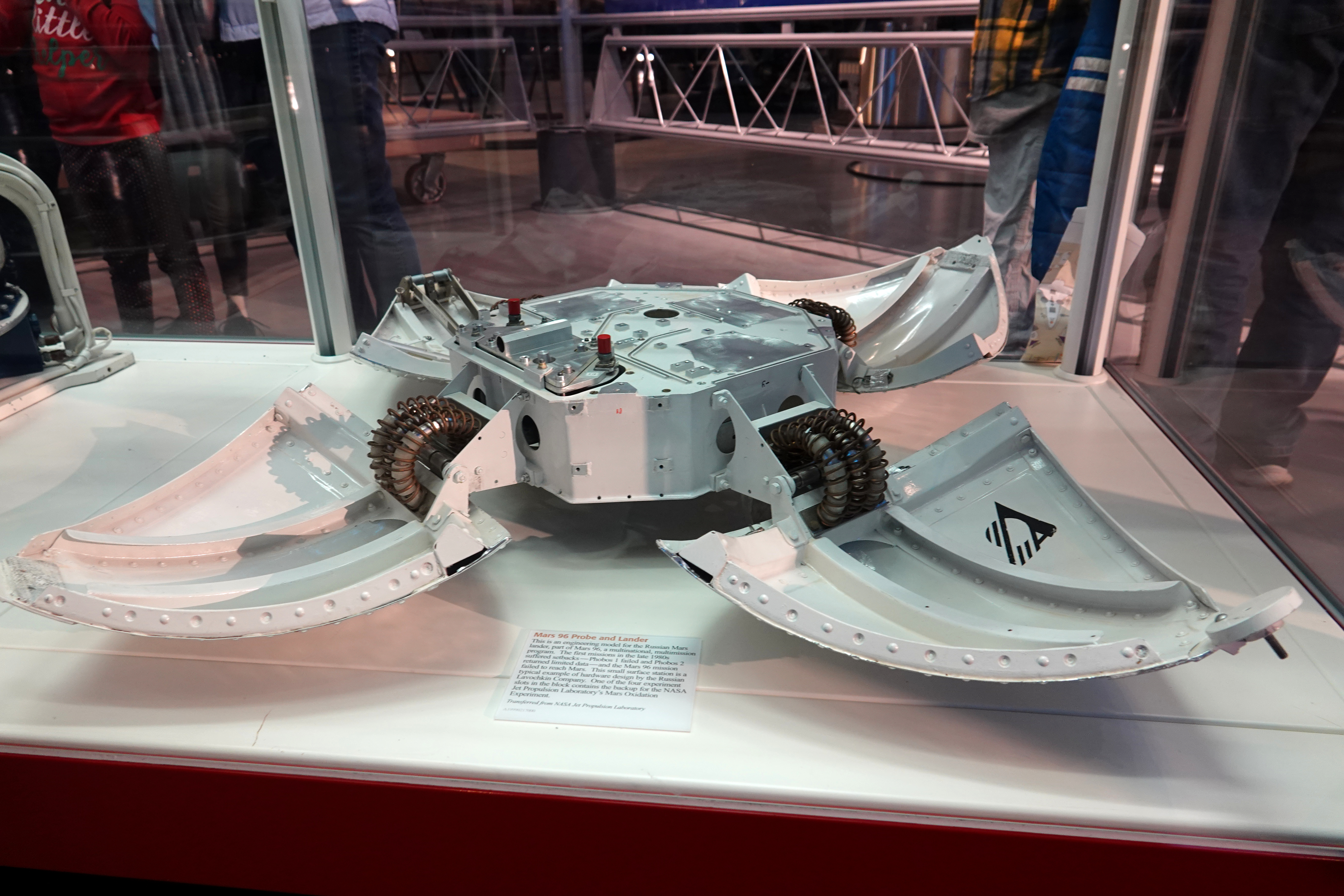
Modèle ingénierie d'une station de surface.

Outre l'orbiteur, la mission Mars 96 comprenait deux petits atterrisseurs, destinés à étudier, une fois posés sur le sol de Mars, les propriétés physiques et chimiques de la surface martienne, passées et présentes. Chaque atterrisseur en forme d’œuf, de 60 centimètres de diamètre et d'une masse de 33,5 kilogrammes, comportait quatre pétales qui s'ouvraient une fois posé pour stabiliser et orienter l'engin. Au cours de sa rentrée atmosphérique, l'atterrisseur était initialement protégé de la chaleur par un bouclier thermique de 1 mètre de diamètre puis il était freiné par un parachute qui réduisait sa vitesse de descente à 26 mètres/secondes (96 km/h). Deux airbags étaient chargés d'amortir le choc de l'atterrissage. L'énergie était fournie par deux petits générateurs thermoélectriques à radioisotope de la taille d'une tasse de café associés à des batteries. L'atterrisseur emportait 7 kilogrammes d'instruments, : 
- une caméra franco-finlandaise (500x400 pixels) chargée d'effectuer des images durant la descente pour fournir le contexte du site d'atterrissage.
- une caméra fixée sur une tête rotative qui devait produire un panorama sur 360 degrés du site d'atterrissage large de 6000 pixels,
- un spectromètre rayons X, protons et particules alpha monté au bout d'une perche fourni par l'Allemagne qui devait déterminer la composition du sol en éléments chimiques.
- un sismomètre (Optimism) miniaturisé (405 grammes) fourni par la France (maitrise d'ouvrage de l'Institut de physique du globe de Paris). Placé dans le corps de l'atterrisseur et non à la surface de Mars il était plus sensible (détection d'un déplacement d'un nanomètre pour une onde sismique de 2 secondes de période) que le sismomètre des sondes spatiales Viking. Il mesurait les ondes sismiques de longue période (de 0,5 seconde à 10 secondes), sur l'axe vertical uniquement. Son but était de déterminer si Mars était active sur le plan sismique. Il avait été conçu pour être complètement autonome car incapable de recevoir des commandes depuis la Terre et pour résister à la déccélération violente de l'atterrissage (200 g)[7].
- Une station météorologique comprenant un thermomètre, un baromètre, un instrument de mesure de l'humidité, un anémomètre et un instrument mesurant la quantité de poussière présente dans l'atmosphère.
- Des accéléromètres mesurant la structure de l'atmosphère durant la rentrée atmosphérique et l'atterrissage.
- Un ensemble de détecteurs fournis par le JPL destiné à déterminer la nature des oxydants présents à la surface de Mars dans le but de tester certaines hypothèses à la suite des résultats fournis par les expériences embarquées sur les sondes spatiales Viking.

### Pénétrateurs

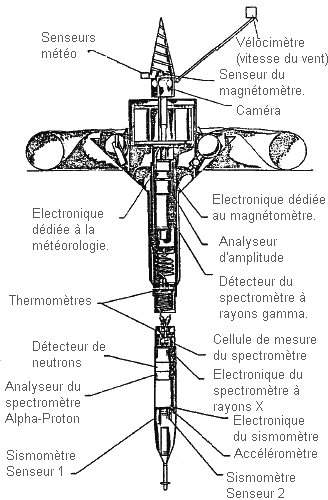
Schéma du pénétrateur.

Mars 96 emportait également deux pénétrateurs de 126 kg montés sur la partie basse de l'orbiteur, près du système de propulsion. Ces pénétrateurs, constitués de deux cylindres assez minces étaient pointés vers le bas. La partie haute du pénétrateur, beaucoup plus large, était surmontée d'un sommet en forme d'entonnoir. Les instruments scientifiques étaient stockés dans toute la longueur du cylindre. Les objectifs scientifiques, multiples, étaient d'obtenir des images de la surface (Caméra TV russe), d'étudier la météorologie martienne (expérience METEOM russo-finlandaise), d'examiner les propriétés physiques, chimiques et magnétiques du régolithe martien, en y recherchant d'éventuelles traces d'eau avec des spectromètres gamma, X et alpha (expériences russo-allemandes PEGAS, ANGSTREM et ALPHA). La mission devait aussi collecter des données sur le champ magnétique de Mars (magnétomètre IMAP 6 russo-bulgare), et enregistrer une éventuelle activité sismique (sismomètre anglo-russe KAMERTON).
Après l'insertion orbitale, le périapse devait être ajusté à 300 kilomètres, après une période de manœuvres orbitales comprise entre 7 et 28 jours. L'orbiteur devait ensuite être correctement orienté, afin de libérer le premier pénétrateur, qui aurait tourné sur son axe. Une fois détaché de l'orbiteur, le moteur intégré au pénétrateur devait se mettre en route, afin d'amorcer la rentrée atmosphérique, à la vitesse de 4,9 kilomètres par seconde, à un angle compris entre 10 et 14 degrés. La rentrée atmosphérique proprement dite devait avoir lieu 21 ou 22 heures après la séparation de l'orbiteur. La sonde aurait été freinée grâce à son profil aérodynamique, mais aussi grâce à un dispositif de freinage intégré (un ballon gonflable). L'impact avec la surface devait avoir lieu à 80 mètres par seconde. Lors du contact avec le sol martien, la partie basse de la sonde se serait désolidarisée du reste du pénétrateur, afin de s'enfoncer à 5 ou 6 mètres dans le sol, tout en restant attachée au reste de la sonde par une série de câbles, la partie haute du pénétrateur restant au-dessus de la surface. La première sonde devait se poser à proximité du lander, et la seconde à 90 degrés de là. Les deux pénétrateurs devaient être envoyés lors d'une même révolution orbitale.
La partie destinée à s'enfoncer dans le sol martien comprenait un sismomètre, un accéléromètre, une sonde thermale, un détecteur de neutrons et un spectromètre à rayons X alpha-proton. La partie supérieure de la sonde était équipée d'un spectromètre à rayons gamma, d'une sonde thermale, de senseurs destinés à étudier la météorologie martienne, d'un magnétomètre, d'une caméra de télévision et d'un transmetteur au sommet. Les expériences scientifiques devaient démarrer peu après l'impact. Les données collectées devaient être transmises à l'orbiteur, puis relayées à la Terre. La durée de vie nominale des pénétrateurs était estimée à un an.

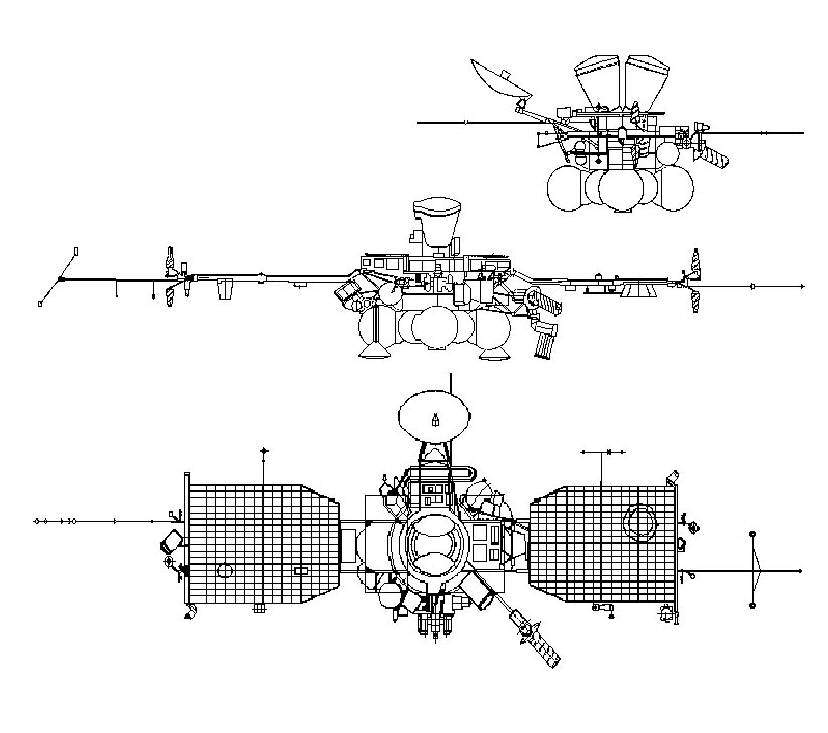
Schéma de la sonde spatiale vue selon les trois axes.